# シャンゼリゼ (テレビ番組)
シャンゼリゼ (仏: Champs-Élysées) とは、フランスのテレビ番組である。

## 概要
ミシェル・ドラッカーの司会によるバラエティ番組で、毎回、俳優や歌手が登場し、トークや歌、ダンスを繰り広げた。1980年代と2010年代の2シーズンに大別される。
最初のシーズンは1982年から1990年まで、アンテンヌ2にて毎週土曜日の夜に放送された。新シーズンは2010年から、アンテンヌ2が組織改編したフランス2にて不定期で放送されている。
番組タイトルは、収録が行われる会場の「パビロン・ガブリエル」 (Pavillon Gabriel) がシャンゼリゼ通り近傍を並行するガブリエル通り沿いに所在することに由来する。
主題曲はジャン＝ピエール・ボフテール (Jean-Pierre Bourtayre) の作曲で、ジャン＝クロード・プティ (Jean-Claude Petit) の楽団によって演奏された。

## 歴史

### 1980年代
1982年1月16日放送開始。1980年代をとおして新人からベテランまで多くの歌手や俳優、アイドルがこの番組に登場した。フランス国内からは、ミシェル・トール(Michèle Torr ) や、ダリダ (Dalida) 、リカ・ザライ (Rika Zarai) 、ミシェル・サルドゥ (Michel Sardou) 、ティエリ・ル・ルロン (Thierry Le Luron) 、コリューシュ(Coluche) 、ジャン＝ジャック・ゴールドマン (Jean-Jacques Goldman) 、ダニエル・バラヴォワーヌ (Daniel Balavoine) 、セルジュ・ゲンスブール (Serge Gainsbourg) 、ジャック・イジュラン (Jacques Higelin) 、フランス国外からは、キム・ワイルド (Kim Wilde) 、フィル・コリンズ (Phil Collins) 、イレイジャー (Erasure) などが登場した。セリーヌ・ディオン (Céline Dion) は、フランスではこの番組がテレビ初登場であった。
非常に成功した番組であったが、1990年6月29日に放送を終了した。

### 2010年代
2010年11月13日放送開始。フランスの音楽関係者による番組復活の声に押され、ミシェル・ドラッカーはフランス2と番組復活の合意に至った。この復活劇はTF1で1980年代から1990年代にかけて放送され、2007年にTF1で復活放送された「Sacrée Soirée」を連想させた。最初の放送は2010年11月13日で、その後は2011年1月15日、同年3月12日に放送された。
番組の出だしは、1980年代と同様、出演者を乗せた自動車がパビロン・ガブリエル正面へ乗りつけ、そこから出演者が会場へ入るという構成で、特に変更は無いが、オープニング映像はCGが多用されたものに変更され、主題曲も編曲されたものになった。
出演は新人とベテランの2本立てで、ベテラン勢は1980年代に活躍し、当時の放送に出演した人物やグループが多く登場している。